# كول مرز عليا (مقاطعة دلفان)
كول مرز عليا (بالفارسية: کول مرز علیا) هي قرية تقع في Nurabad Rural District في إيران. يقدر عدد سكانها بـ 91 نسمة .